# Les Champs-de-Losque
Les Champs-de-Losque era un comune francese di 209 abitanti situato nel dipartimento della Manica nella regione della Normandia. Il 1º gennaio 2017 si è fuso con Remilly-sur-Lozon e Le Mesnil-Vigot per formare il nuovo comune di Remilly Les Marais di cui è divenuto comune delegato.

## Società

### Evoluzione demografica
Abitanti censiti